# Tiridat I. Armenski
Tiridat I. Armenski (armensko Տրդատ Ա, ) je bil armenski kralj oziroma partski knez dinastije Arsakidov, čigar umestitev na armenski prestol je ustanovila dinastijo Aršakuni, armensko vejo dinastije Arsakidov. Njegov oče je bil partski kralj Vonon II., brat pa partski kralj Vologas I.. Tiridat je najprej zasedel prestol leta 54 in nato vladal od 58 do 63, njegova vladavina pa je sovpadala z veliko vojno med Parti in Rimljani. Konflikt se je končal s kompromisom, na podlagi katerega so ga Rimljani priznali za legitimnega vladarja Armenije, pred tem pa je moral leta 66 oditi v Rim, da bi pridobil formalno soglasje cesarja Nerona in se tako simbolično priznal kot rimski vazal. Poleg kraljevih dolžnosti je Tiridat služil tudi kot zoroastrski duhovnik in je v svoji delegaciji v Rim pripeljal veliko število perzijskih modrecev. Nekateri zgodovinarji menijo, da je ta dogodek sprožil začetek kulta mitraizma v Rimskem cesarstvu. Tiridatov datum rojstva in smrti ni znan.